# Space Battleship Yamato (2010)
Space Battleship Yamato (jap. SPACE BATTLESHIP ヤマト, Supēsu Batorushippu Yamato) ist ein japanischer Science-Fiction-Film aus dem Jahr 2010, der auf der Anime-Serie Uchū Senkan Yamato basiert. Regie führte Takashi Yamazaki, der unter anderem Eternal Zero – Flight of No Return und Returner – Kampf um die Zukunft gedreht hat. Die Produktionskosten betrugen ungefähr 24 Millionen US-Dollar.

## Handlung
Fünf Jahre nachdem die feindlichen Gamilas die Erde mit ihren Bomben verstrahlt haben, wohnen die Überlebenden 2199 in unterirdischen Behausungen. Nachdem ihre letzte Raumschiffflotte besiegt ist, warten sie hilflos auf ihre Auslöschung, mit der in wenigen Monaten gerechnet wird. Eines Tages entdeckt der ehemalige Pilot Susumu Kodai (Takuya Kimura) eine Nachrichtenkapsel vom Planeten Iskandar, die die umgebende Radioaktivität absorbiert und den Bauplan eines Warpantriebs sowie Iskandars Koordinaten enthält. Daraufhin baut die Weltall-Administration der Vereinigten Nationen aus dem Wrack der Yamato das Schlachtraumschiff Yamato. Die letzte Hoffnung der Menschheit ist, die Yamato nach Iskandar zu schicken und von dort Hilfe zu bekommen. Eine Crew von Freiwilligen, der sich Susumu anschließt, kämpft sich mithilfe ihrer neuartigen Primärwaffe, der „Wellenbewegungskanone“ (波動砲 hadō hō), nach Iskandar in der großen Magellanschen Wolke durch. Zunächst erfährt Susumu Rivalität von der selbstbewussten Kampfpilotin Yuki Mori (Meisa Kuroki). Wegen einer Erkrankung des Kapitäns zum amtierenden Kommandanten ernannt, muss er schwere, letztlich aber erfolgreiche Entscheidungen treffen, die ihn und Yuki einander näher bringen. Nach der Ankunft an den von den Aliens übermittelten Koordinaten zeigt sich, dass die Iskandar und Gamila tatsächlich denselben Planeten bewohnen; sie sind unterschiedliche Aspekte derselben Schwarmintelligenz. Während zahllose Gamila-Drohnen die Expedition bekämpfen und dezimieren, stattet Iskandar Yuki mit der Fähigkeit aus, Radioaktivität zu beseitigen und die Erde wieder bewohnbar zu machen. Auch der Rückzug ist von schweren Gefechten und Opfern der Expeditionscrew gekennzeichnet. Es gelingt jedoch, die Energiequelle der Gamila/Iskandar zu sprengen. Die Yamato kehrt zur Erde zurück, wo die letzten überlebenden Gamila gerade im Begriff sind, den Planeten aus Rache zu zerstören. Nachdem er Yuki und die übrige Crew evakuiert hat, vernichtet Susumu die Angreifer mit einem letzten Kamikaze-Einsatz seines Schlachtschiffs.

## Rezeption
Der Film kam am 1. Dezember 2010 in die japanischen Kinos und spielte in den ersten fünf Tagen zwölf Millionen US-Dollar ein. Im asiatischen Raum hat die Anime-Serie und der Film einen ähnlichen wenn nicht höheren Stellenwert als Star Trek in westlichen Ländern.
In Deutschland erschien der Film am 30. September 2011 als DVD.